# Fenitrothion
Fenitrothion wurde 1959 von der Sumitomo Chemical Company und der Bayer AG auf den Markt gebracht. Fenitrothion ist bedeutend weniger giftig als Parathion bei einem ähnlichen Wirkungsspektrum und einer so ähnlichen Struktur, dass es in den gleichen Anlagen hergestellt werden kann. Verwendet wird Fenitrothion als wirksames und weit verbreitetes Kontakt-Insektizid und selektives Akarizid.

## Eigenschaften
Fenitrothion ist eine ölige, gelbliche Flüssigkeit mit charakteristischem Geruch. Sie gehört chemisch zur Gruppe der Thiophosphorsäureester. Fenitrothion (1) wird im Zielorganismus über eine oxidative Desulfierung in Fenitrooxon (2), den eigentlichen Wirkstoff, überführt:
(2) wird weiter zu 3-Methyl-4-nitrophenol (3) metabolisiert.

## Zulassung
Die Anwendung von Fenitrothion ist in der EU verboten. In der Schweiz war es als Wirkstoff in zwei Präparaten enthalten, die gegen verschiedene Schadinsekten, Blattläuse und Milben im Obst- und Weinbau eingesetzt wurden. Die Zulassung dieser Präparate wurde mittlerweile zurückgezogen.
Das Europäische Arzneibuch legt als Grenzwert für Fenitrothion-Rückstände in pflanzlichen Drogen 0,5 mg·kg−1 fest.

## Sicherheitshinweise
Fenitrothion ist ein Kontaktgift, das beim Menschen wie alle Organophosphate als Nervengift wirkt.
Bei den bisher durchgeführten Studien gab es keine Hinweise auf eine teratogene oder reproduktionstoxische Wirkung. Auch mutagene Eigenschaften oder eine kanzerogene Wirkung konnten nicht nachgewiesen werden.
Die Erlaubte Tagesdosis beträgt 0,005 und die Akute Referenzdosis 0,013 Milligramm pro Kilogramm Körpergewicht und Tag.